# Tuhegafoa (Mazo)
Tuhegafoa is een bestuurslaag in het regentschap Nias Selatan van de provincie Noord-Sumatra, Indonesië. Tuhegafoa telt 1111 inwoners (volkstelling 2010).